# Rattus timorensis
Rattus timorensis is een rat die voorkomt op Gunung Mutis in het zuidwesten van Timor (Indonesië). Het is de enige levende inheemse muisachtige die op Timor is gevonden, hoewel er verschillende fossiele soorten, waaronder Coryphomys buehleri, bekend zijn. Er is één exemplaar bekend, een oud vrouwtje. Het is zeer onzeker of R. timorensis werkelijk tot Rattus behoort.
R. timorensis is een zeer kleine rat met 1+2=6 mammae. De staart is wit van onder. De kop-romplengte bedraagt 157 mm, de staartlengte bedraagt meer dan 77 mm (de staart is beschadigd), de achtervoetlengte 30 mm, de oorlengte 20,5 mm en de schedellengte 38,72 mm.
Aziatische zwarte rat (Rattus tanezumi)
· Bruine rat (Rattus norvegicus)
· Engganorat (Rattus enganus)
· Nillubergrat (Rattus montanus)
· Polynesische rat (Rattus exulans)
· Rattus adustus
· Rattus andamanensis
· Rattus arfakiensis
· Rattus argentiventer
· Rattus arrogans
· Rattus baluensis
· Rattus blangorum
· Rattus bontanus
· Rattus burrus
· Rattus ceramicus
· Rattus colletti
· Rattus detentus
· Rattus elaphinus
· Rattus everetti
· Rattus facetus
· Rattus feileri
· Rattus feliceus
· Rattus fuscipes
· Rattus giluwensis
· Rattus hainaldi
· Rattus halmaheraensis
· Rattus hoffmanni
· Rattus hoogerwerfi
· Rattus jobiensis
· Rattus koopmani
· Rattus korinchi
· Rattus leucopus
· Rattus losea
· Rattus lugens
· Rattus lutreolus
· Rattus macleari
· Rattus marmosurus
· Rattus mindorensis
· Rattus mollicomulus
· Rattus mordax
· Rattus morotaiensis
· Rattus nativitatis
· Rattus nikenii
· Rattus niobe
· Rattus nitidus
· Rattus novaeguineae
· Rattus ombirah
· Rattus omichlodes
· Rattus osgoodi
· Rattus palmarum
· Rattus pelurus
· Rattus pococki
· Rattus praetor
· Rattus pyctoris
· Rattus ranjiniae
· Rattus richardsoni
· Rattus sakeratensis
· Rattus salocco
· Rattus sanila
· Rattus satarae
· Rattus simalurensis
· Rattus sordidus
· Rattus steini
· Rattus stoicus
· Rattus taliabuensis
· Rattus tawitawiensis
· Rattus timorensis
· Rattus tiomanicus
· Rattus tunneyi
· Rattus vandeuseni
· Rattus verecundus
· Rattus villosissimus
· Rattus xanthurus
· Zwarte rat (Rattus rattus)